# Границы империи
«Грани́цы импе́рии» («Граница империи») — лэнд-артовский проект Николая Полисского. Создан в 2005 году, представлен в рамках фестиваля «Архстояние» в 2007 году. Осуществлён совместно с участниками Никола-Ленивецких промыслов возле деревни Никола-Ленивец. Находился на территории парка «Никола-Ленивец».
Через несколько лет после сооружения конструкция была разобрана из-за разрушения недолговечного природного материала.

## Описание
Произведение представляло собой конструкцию из природных материалов в виде стел, колонн, столбов, увенчанных двуглавыми орлами, или крепость из хвороста.
Сам Полисский сказал о «Границах империи»:
Они напоминают какие-то руины Карфагена в Северной Африке — была цивилизация, которая всё время кому-то грозила, поэтому ей приходилось строить границы. И как только она переставала угрожать другим, эти столбы сразу заваливали. Границы нужны только при угрозах.
Меня привлекают разновекторные траектории, как в пространстве, так и во времени. Что вперёд, что назад — одинаково интересно... Не видим противоречия между археологией и футурологией. Реализовано такое сознание, наверное, в проекте «Границы империи»: там двуглавые орлы уставились по сторонам. Да и сам рубеж — променад в чистом поле: стоят столбы и ничего не разделяют.

Искусствовед и арт-критик Михаил Боде видит в «Границах империи» аллюзию на «колонны, похожие на те, что некогда стояли вдоль пути цезарей-триумфаторов».

## Цитаты
Ирина Кулик, 2008:
...Одно из последних произведений, созданных художником и его соавторами в Никола-Ленивце, поражает ранее не свойственным Полисскому фаталистическим и довольно-таки мрачным духом. Грандиозная лэнд-артная инсталляция «Границы Империи», созданная Полисским для фестиваля «Арх-Стояние» 2007 года, представляла собой выросшее посреди слякотного весеннего поля скопление высоченных деревянных «колонн», увенчанных то условными двуглавыми орлами, то какими-то утыканными шипами цилиндрами и конусами, и напоминала не то индейское капище с тотемными столбами, не то место каких-то древних массовых казней с позорными столбами, виселицами и крестами для распятий. Полисский занимался, в сущности, тем, что снимал всевозможные границы, разделяющие природу и цивилизацию, местную культуру и универсальные традиции, извечные народные ремёсла и авторское современное искусство. Но для фестиваля, темой которого в тот год и была «Граница», он создал мощный и довольно-таки жуткий образ: лес пограничных столбов, яростно и словно бы вслепую «застобляющих» не столько чужое, сколько ничейное, необитаемое пространство и превратившихся то ли в объект поклонения, то ли в орудие устрашения. Но с какой бы слепой яростью ни вонзались в землю эти вехи, она так и не может обрести границы и очертания и остаётся беспредельной, безвидной и пустой.

## Фотографии